# 戴祖雄
戴祖雄（Hero Tai，1986年9月12日—），馬來西亞華人演員、電視節目主持人。他在馬來西亞、新加坡和臺灣等地演出多部廣告、戲劇及電影，亦擔任體重管理師、運動營養師、體適能健身教練與廚師。小時候也是足球隊、乒乓球隊和游泳選手。曾獲2006年「馬來西亞世界先生」（Mister Malaysia International）頭銜 。2012年6月6日起主持臺灣三立都會台旅遊節目《愛玩客》，2014年在《康熙來了》被150女星票選為「不看臉最棒身材男明星」，隨後知名度大增，連續接演了《哇！陳怡君》，《唯一繼承者》，《我要讓你愛上我》等幾部偶像劇，也在2016年搭配《我要讓你愛上我》網路劇插曲，發表了第一首個人音樂作品《我愛你是我自己的事》。

## 争议

### 讥讽新加坡事件
戴祖雄针对新加坡的言论曾引发争议。2023年12月，戴祖雄在参加的台湾节目《同学来了》时称：“你们知道的所有新加坡美食都是偷马来西亚的”、景点都是“人造”的，其后列举肉骨茶、海南鸡饭、炒粿条、娘惹糕等。此举引发新加坡网民的抗议和批评，戴祖雄事后向新加坡人民致歉。

## 主持節目
| 播出日期  | 節目名稱 | 播出頻道   | 備註 |
| 2012-2013 | 愛玩客   | 三立都會台 | 亞洲─ 臺灣（臺中\|彰化\|臺南\|高雄\|南投\|宜蘭\|臺東\|花蓮） 菲律賓 中國（澳門\|新疆\|海南島\|杭州\|上海） 日本（北海道\|沖繩\|東京） 韓國（釜山） 斯里蘭卡 馬來西亞（檳城） 大洋洲─大溪地\|帛琉 非洲─塞席爾 北美洲─美國(新墨西哥) |
| 2016      | TA們說   | YouTube    | 與曲家瑞、威廉共同主持 |
| 2017      | 姐姐好餓 | 愛奇藝     | 助理廚師 |

### 綜藝節目
| 播出日期 | 播出頻道   | 節目名稱     | 備註           |
| 2020年   | 三立、台視 | 全明星運動會 | 第一季外援成員 |

## 演出作品

### 電視劇
| 年份   | 電視台           | 劇名                    | 角色   | 性質       |
| 2007   | 新傳媒8頻道      | 《黃金路》              |        |            |
| 2010   | 8TV              | 《聲空感應-淩晨點播室》 |        |            |
| 2011   | Ntv7             | 《罪愛》                |        |            |
| 2011   | Ntv7             | 《斷掌的女人》          | 周國東 |            |
| 2011   | 新傳媒8頻道      | 《黑色夕陽》            | 林之財 |            |
| 2012   | 新傳媒8頻道      | 《猪仔馆人家》          | 關方元 |            |
| 2015   | 台視、TVBS歡樂台 | 《哇！陳怡君》          | 陳其龍 | 配角       |
| 2015   | 台視、TVBS歡樂台 | 《唯一繼承者》          | 沈君澔 | 男二       |
| 2016   | 播吧             | 《我要讓你愛上我》      | 陳永仁 | 男二       |
| 2017   | CHOCO TV         | 《咕咾小姐》            | 阿魯   | 男主角     |
| 2018   | CHOCO TV         | 《秘密情人》            | 葉俊申 | 男主角     |
| 2019   | 愛奇藝           | 《少年江湖物语》        | 魏旗   |            |
| 2025   |                  | 《西夏死書》            | 韩江   | 2017年拍攝 |
| 未上映 |                  | 《翻轉世界守護你》      | 雷恩   |            |

### 長篇電影
- 2011《倒數》
- 2011《逆戰》
- 2012《母親的眼淚》
- 2012《甲洞》
- 2017《最完美的女孩》飾演 黎威
- 2020《震撼擂台》飾演 陳峰
- 2022《再說一次我願意》飾演 滑水教練
- 2023《空巢》飾演 志軒

### 短篇電影
- 2013《in Syoss 絲蘊》
- 2014《Chilli Paneer》飾演 Ken Chang

### 舞台劇
- 2015 《再見好不好》飾演 阿憲前男友、泰國服務生、暖男總經理

### MV
- 2012 湯小康+謝佳見+許亮宇+韓瀞珮+江倩齡+邱翠雯+韋智華+戴祖雄+黄競輝《安心回家》
- 2012 dayDream 《失眠的日記》
- 2012 馬靚辳《你聽見了嗎》
- 2013 蘇盈之《不應該勇敢》
- 2015 李河璘《不可理喻》
- 2016 劉明湘《我不要再比了》
- 2017 車志立 《迷路》
- 2021 林凡 《再見》

### 平面廣告
- Celcom天地通
- Emmer Zecna男性時裝
- Edwin Jeans牛仔褲
- Proton普藤汽車
- Petronas汽油公司
- Tourism Malaysia馬來西亞旅遊局
- Citibank花旗銀行
- Hong Leong豐隆銀行
- KFC肯得基
- Honda汽車
- Reborn Collagen PLUS美膚飲品
- 葡萄王 樟芝王

### 電視廣告
- (中國)-Batron Gel百多邦護膚膏
- (泰國&7Countries)-Ambi Pur清新劑
- (香港&13countries)-AIA友邦保險
- (新加坡)-KSL Property房地產業
- (馬來西亞) KFC肯得基, Coca Cola可口可樂, Yu Ren Sheng餘仁生 , Clear男性洗髮水, Mentholatum Water Lip Balm,Spritzer 扭轉環保水瓶,Ginvera Lotion,Eminent France Taipei 愛伊人法國台北婚紗
- (臺灣)威德in果凍清涼飲料
- (臺灣)家樂福廣告 - 好很多小姐 篇
- (臺灣)佳格食品 - 官燕窩
- (臺灣)信義房屋 - 預見 i 幸福

## 音樂作品
- 2008《雨中哭泣》，收錄於《2008馬謠新歌發表專輯》
- 2012《安心回家》
- 2016《我愛你是我自己的事》

## 出版書籍
- 2015《3分鐘體幹力!腹肌得來速》
- 2016《超肌英雄》
- 2020《BE MY HERO》（寫真書）
- 2021《腹肌公式》

## 外部連結
- 戴祖雄的Facebook專頁
- 戴祖雄的Instagram帳戶
- 戴祖雄的新浪微博
- YouTube上的戴祖雄頻道
- 戴祖雄在时光网上的簡介（简体中文）